# China Beach (TV-serie)
China Beach är en amerikansk dramaserie som producerades av Warner Bros. Television och sändes av ABC mellan 1988 och 1991.

## Utmärkelser
Serien vann ett Golden Globe Award för bästa TV-serie – drama 1990.

## Handling
China Beach följer personalen på ett fältsjukhus under Vietnamkriget.

## Rollista i urval
- Dana Delany – löjtnant Colleen McMurphy
- Michael Boatman – Samuel Beckett
- Marg Helgenberger - K.C. Koloski
- Robert Picardo - kapten Dick Richard
- Concetta Tomei - major Lila Garreau
- Nan Woods -  Cherry White (säsong 1–2)
- Megan Gallagher -  Wayloo Marie Holmes (säsong 2)
- Ricki Lake -  Holly Pelegrino (säsong 3)
- Troy Evans -  fanjunkare Bob Pepper (säsong 3–4)